# Йоганн Наттерер
Йоганн Наттерер (нім. Johann Natterer; 1787—1843) — австрійський натураліст, зоолог і колекціонер.
З призначенням Карла Франца Антона фон Шрайберса в 1806 році директором імператорського Кабінету природознавства (K.k. Hof-Naturalienkabinette) вплив сім'ї Наттерера в цій установі зріс. Батько Йозеф в тому ж році був призначений першим наглядачем, син Йозеф взяв піклування над колекцією птахів і ссавців. Йоганн Наттерера за дорученням Шрайберса почав поїздку до озер Нойзідлер і Балатон, звідки привіз болотних і водоплавних птахів для імператорської колекції. Раніше він вже досліджував зі своїм батьком територію озера Нойзідлер до Банату.

Наступні поїздки в Угорщину, Хорватію, Штирію, Моравію і на узбережжя Адріатики не були сплачені Йогану Наттерера. У 1808 році Наттерер отримав замовлення з'їздити в Трієст, щоб прийняти там колекцію з Єгипту. Одночасно він зібрав там риб і кишкових паразитів.

За свої заслуги він був відзначений і призначений в 1808 році добровільним співробітником колекції. У 1809 році він був неоплачуваним практикантом і тільки в кінці року йому надали плату в розмірі 300 гульденів щороку. До 1810 він був асистентом Шрайберса, також брав участь в вивантаженні інвентарю для захисту від наполеонівських військ у Тімішоара. За свої заслуги при транспортуванні в 1810 році він був призначений радником при Кабінеті природознавства. У 1812 році Наттерер за підтримки батька об'їздив Італію, в 1814 році він перевіз колекцію з Триполі від Трієста до Відня.